# Simanguntong
Simanguntong is een bestuurslaag in het regentschap Mandailing Natal van de provincie Noord-Sumatra, Indonesië. Simanguntong telt 811 inwoners (volkstelling 2010).